# Zorakarer
Zorakarer (armenisch: Զորաց Քարեր „Steinarmee“) ist ein bronzezeitliches Gräberfeld mit antiker Siedlung in Armenien. Es liegt nahe der Stadt Sissian in der Provinz Sjunik. Eine alternative Bezeichnung ist Karahundsch (armenisch: Քարահունջ „Stein-Sammlung“ (vmtl.), in englischer Umschrift Karahunj).

## Beschreibung der Anlage
Das etwa 7 ha große Feld liegt auf einem Höhenvorsprung im armenischen Hochland am Südrand des Kaukasus. Darauf befinden sich ca. 30 zum Teil sehr große Kammergräber sowie Mauerreste einer Siedlung. Zum östlich gelegenen Hochplateau hin sind Gräberfeld und Siedlung durch eine Reihe aus ca. 150 aufrecht stehenden Felsbrocken (Megalithe) begrenzt. Insgesamt befinden sich 223 solcher Felsbrocken in verschiedenen Formationen auf dem Gelände. Etwa 40 von ihnen bilden einen Kreis um das zentrale Steinkammergrab des Orts. Sie bestehen aus Basalt, haben eine Höhe von 2–3 m und ein geschätztes Gewicht von bis zu 10 t.
Das Gräberfeld von Zorakarer wurde schon vor langer Zeit ausgeraubt. Deshalb fehlen heute bei den meisten Gräbern die Decksteine. Auch das zentrale Steinkammergrab wurde ausgeraubt, behielt aber fast alle seine Decksteine. Die fünf unangetastet gebliebenen Gräber aus der frühen Eisenzeit wurden in den 1980er Jahren von dem Archäologen Onnik Chnkikjan (eng. Khnkikyan) ausgegraben. Er fand in ihnen Grabbeigaben, darunter Tongefäße und Halsketten, außerdem Ohrringe, Dolche und Pfeilspitzen aus Bronze. Im Historischen Museum der nahegelegenen Stadt Sissian ist ein Teil dieser Grabbeigaben zusammen mit Fundstücken aus anderen bronze- und eisenzeitlichen Gräbern von Sissian ausgestellt.

## Chronologie und Deutung der Anlage

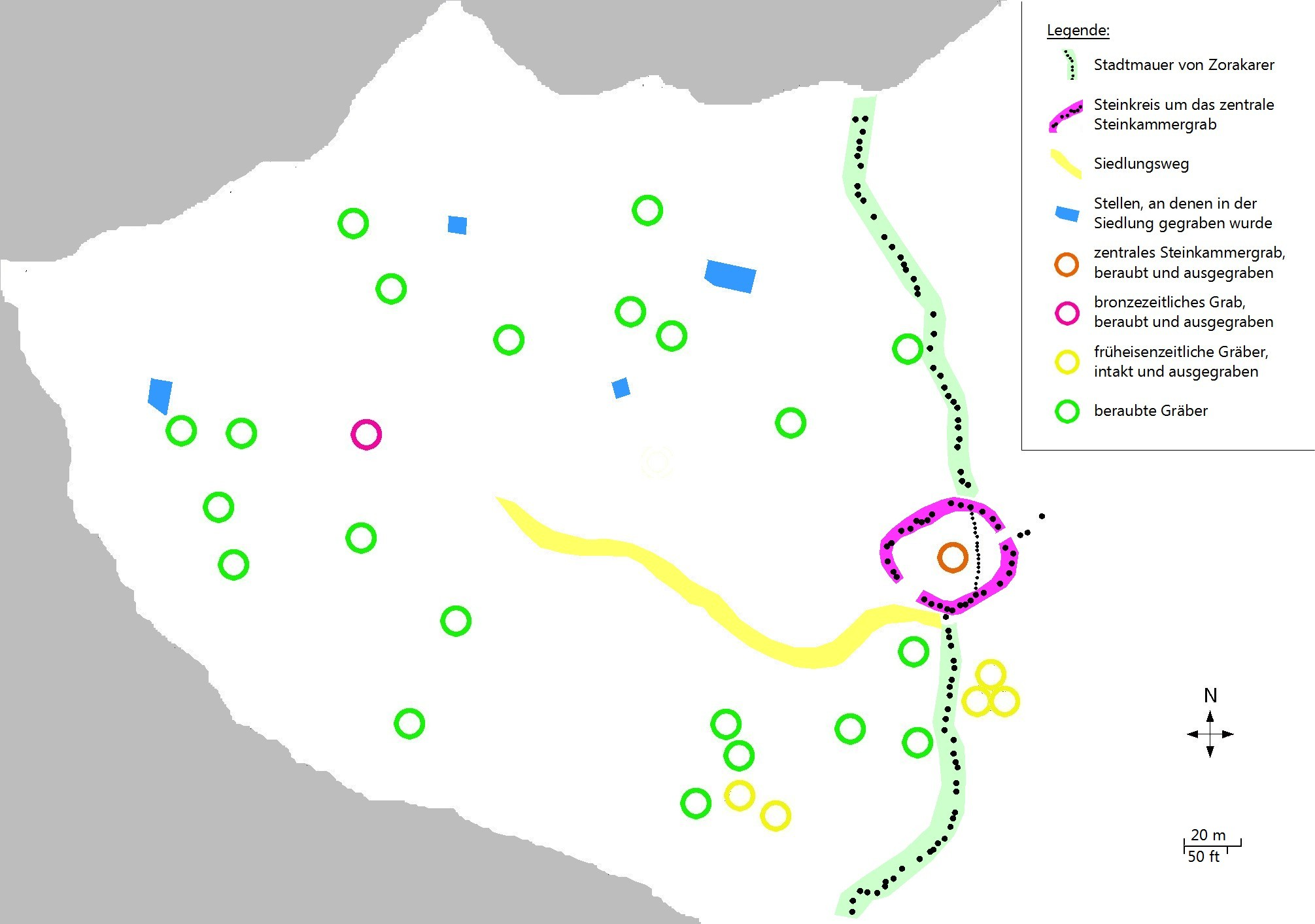
Das Gelände von Zorakarer (Skizze)

In den Jahren 2000 und 2001 führte der Archäologe Stephan Kroll in Zusammenarbeit mit dem Institut für Archäologie und Ethnographie der Armenischen Akademie der Wissenschaften zwei Begehungen auf dem Gelände von Zorakarer durch. Dabei wurden alle oberflächlich sichtbaren Kammergräber vermessen, fotografiert und ihre Lage mit GPS bestimmt.
Kroll kam wie schon Xnkikyan zu dem Ergebnis, dass das Gräberfeld in der Mittelbronzezeit (20.–16. Jh. v. Chr.) angelegt wurde. Mit Unterbrechungen wurde der Ort dann bis in die frühe Eisenzeit hinein (12.–9. Jh. v. Chr.) als Begräbnisstätte genutzt. Größe und Inhalt der Gräber lassen darauf schließen, dass hier vorrangig höhergestellte Personen bestattet wurden. Auch das sehr große zentral gelegene Steinkammergrab soll in dieser Zeit entstanden sein. Xnkikyan datiert es auf den Beginn des 1. Jt. v. Chr.
Sehr viel später, also erst in hellenistisch-römischer Zeit (3. Jh. v. Chr. – 3. Jh. n. Chr.), befand sich auf dem Gelände eine Siedlung. Kroll vermutet, dass sie den Bewohnern der Umgebung als ein Rückzugsort in Kriegszeiten diente. Zum Schutz der Siedlung wurde eine Mauer aus Felsbrocken und Lehm errichtet. Von dieser Mauer stehen heute nur noch die zur Verstärkung der Mauer aufgestellten Felsbrocken. Eine ähnliche Stadtmauer soll es auch in Uyts gegeben haben, eine antike Stadt, deren Überreste sich wenige Kilometer von Zorakarer entfernt befinden.
Über das Alter und die Funktion jener Felsbrocken gibt es konträre Ansichten. Einige Wissenschaftler datieren die Felsbrocken auf eine sehr viel frühere Zeit und sehen darin den ältesten Teil des gesamten Ortes. Außerdem ist ungeklärt, warum auch Felsbrocken um das zentrale Steinkammergrab aufgestellt wurden. Dies hat zu Spekulationen über die Nutzung des Grabs als prähistorische Kultstätte geführt (vgl. den Abschnitt „Alternative Deutungen“).

## Megalithe mit Löchern

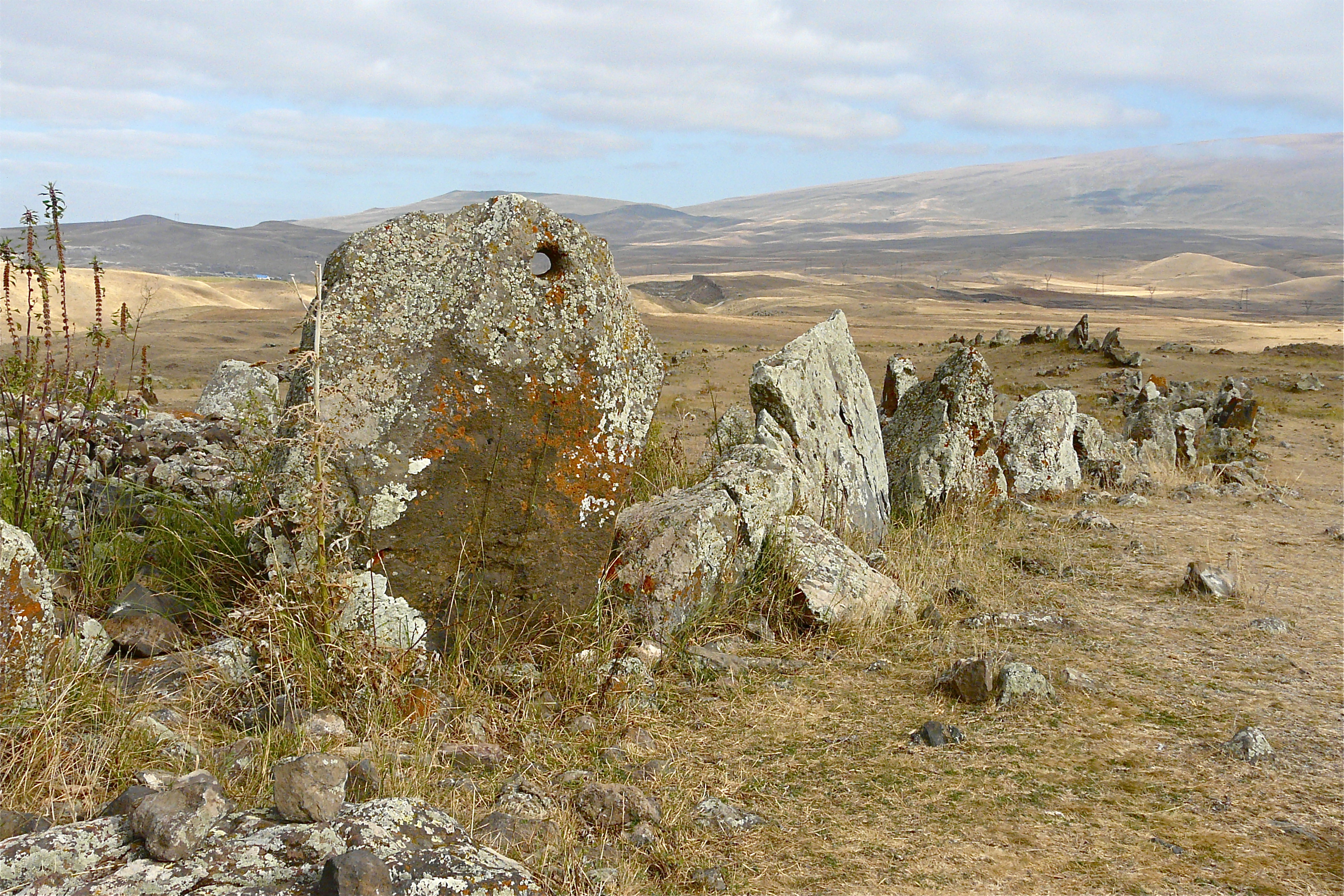
Lochstein

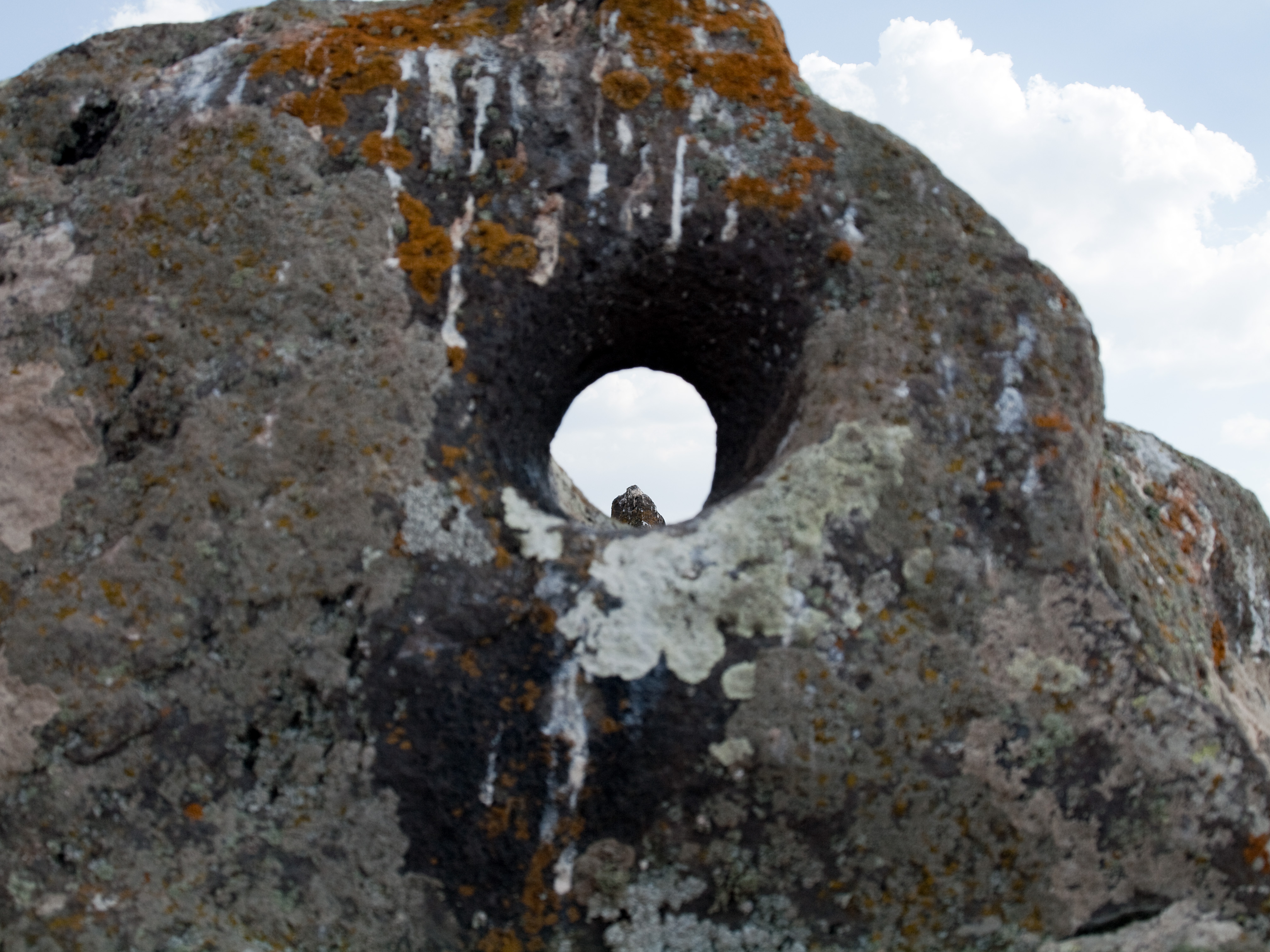
Detail abgerundetes Steinloch

Die Tatsache, dass sich in manchen Megalithen, sowie in drei Decksteinen des zentralen Steinkammergrabs kreisrunde Löcher befinden, hat zu Spekulationen und Kontroversen geführt. Insgesamt tragen 84 Steine Löcher, wobei einige heute beschädigt oder zerstört sind. Die Löcher haben an ihrer engsten Stelle einen Durchmesser von etwa 5 cm und eine Tiefe von bis zu 20 cm. Es ist nicht geklärt wozu sie dienten. Unbekannt ist auch, ob sie bei der Errichtung der Steine oder in späterer Zeit eingefügt wurden. Fest steht aber, dass es auch an anderen archäologischen Orten in Armenien Megalithe mit Löchern gibt.
Eine Hypothese ist, dass die Löcher zum Transportieren und Aufrichten der Basaltsteine verwendet wurden. Dafür spricht, dass sie nach außen abgerundet sind. An manchen Steinen lässt sich gut erkennen, dass die Abrundung bzw. Abnutzung der Löcher in der Richtung, in der man die Steine mit Seilen sinnvollerweise ziehen würde, am größten ist. Deshalb ist die Hypothese, dass die Löcher dem Transport dienten, noch immer am plausibelsten – auch wenn manche Löcher im heutigen Zustand der Steine bei einer solchen Beförderungsmethode ausbrechen würden. Ungeklärt bleibt aber, warum nur ein Teil der Steine Löcher hat. Auch wird nicht verständlich, warum drei Löcher im rechten Winkel abknickend in die Steine eingefügt wurden und warum drei Steine jeweils zwei Löcher haben.

## Alternative Deutungen
Zorakarer hat seit langem die Phantasie der Menschen beflügelt. Eine lokale Legende erzählt von Giganten, die einst an diesem Ort gewohnt haben sollen. Eine andere von einem militärischen Anführer, der im zentralen Steinkammergrab des Orts begraben liegen soll, während seine Krieger unter den aufrecht stehenden Felsbrocken ruhen würden. Forscher dagegen vermuteten an diesem Ort schon länger eine alte Kultstätte. In den 1980er Jahren ist wegen der Löcher in den Felsbrocken die Theorie aufgekommen, dass es sich bei Zorakarer um ein prähistorisches Sonnen-, Mond- und Stern-Observatorium handelt. Einigen Forschern zufolge sollen bis zu vier Steinlöcher auf den Punkt am Horizont gerichtet sein, an dem die Sonne am Mittsommertag aufgeht. Bis zu vier weitere Löcher sollen auf den Punkt des Sonnenuntergangs an diesem Tag gerichtet sein. Jedoch sind die Löcher in den Steinen recht grob und man kann auf Grund ihrer nach außen abgerundeten Form verschiedene Richtungen am Himmel anpeilen (wovon man sich als Besucher selbst überzeugen kann). Dennoch wurde diese Theorie im Laufe der Zeit immer populärer. So sehen heute viele Armenier in Zorakarer das „armenische Stonehenge“ (die populärwissenschaftliche Annahme voraussetzend, dass Stonehenge ein prähistorisches Observatorium ist).
1983 und 1987 untersuchte die Astrophysikerin Elma Parsamian den Ort und war von der ursprünglichen Funktion der Megalithe als astronomische Beobachtungseinrichtung überzeugt. An ihre Arbeit anknüpfend führte der Radiophysiker und Radioastronom Paris Herouni (gestorben 2008) ab 1994 weitere Untersuchungen durch. Er erkannte in dem zentralen Steinkammergrab, das von ca. 40 Felsbrocken umgeben ist, einen Tempel für den armenischen Sonnengott Aramazd. Außerdem sah er in der Reihe aus ca. 150 Felsbrocken ein großes und hoch entwickeltes Himmels-Observatorium mit einer Universität. Das Alter des Bauwerks datierte er auf über 7500 Jahre. Im September 2010 versuchte der Astrophysiker Mihran Vardanyan die Observatoriums-Theorie durch die Expedition „Stars&Stones 2010“ in Verbindung mit der Royal Geographical Society der Universität Oxford zu erhärten. Die von ihm und anderen medienwirksam propagierte Theorie vom prähistorischen Observatorium wird von der Archäologie als „pseudoarchäologische Spekulation“ abgelehnt.

## Bezeichnungen des Orts
Der ursprünglich türkische Name „Koşun taş“, deutsch: „Stein-Armee“, stammt wahrscheinlich daher, dass die Megalithe aus der Entfernung wie Soldaten aussehen. Erst in den 1980er Jahren wurde er in „Zorakarer“ oder „Zorats Kar(er)“ umbenannt. Diese Bezeichnung ist die armenische Übersetzung des türkischen Namens. Die lokale Bevölkerung nennt den Ort auch „Dig-dig Karer“, was so viel wie „aufrecht stehende Steine“ bedeutet.
Parsamian aber brachte Zorakarer mit dem Namen „Karahundsch“ in Verbindung. Sie sah in den Felsbrocken um das Steinkammergrab eine Ähnlichkeit zu den Megalithen von Stonehenge und bemerkte, dass es in der Region ein Dorf gibt, dessen Name „Karahundsch“ dem Namen „Stonehenge“ ähnlich zu sein scheint. Herouni stellte später fest, dass der Bischof und Historiograph Stephanos Orbeljan aus dem 13. Jh. in seinem Buch „Die Geschichte Sjuniks“ ein Dorf mit dem Namen „Karundsch“ erwähnt, das sich nahe der Stadt Sissian befunden haben soll. Diese Beobachtung und weitere Überlegungen brachten ihn zu der Überzeugung, dass es sich dabei um den ursprünglichen Namen von Zorakarer handelt. Ab Mitte der 1990er Jahre hat er sich dafür eingesetzt, dass der Ort in „Karahundsch-Observatorium“ umbenannt wird. Die armenische Politik folgte den Theorien der Astrophysiker. So bekam der Ort 2004 durch einen Parlamentsbeschluss den offiziellen Namen „Karahundsch-Observatorium“.
Parsamian, Herouni und andere armenische Astrophysiker weisen auf die Ähnlichkeit der Namen „Karahundsch“ und „Stonehenge“ hin. Denn „kar“ heißt auf Englisch „stone“. Und „hundsch“ klingt ähnlich, wie das Wort „henge“ englisch ausgesprochen wird. Die Bedeutung von „hundsch“ ist aber nicht sicher. Armenische Philologen vermuten, dass das Wort von „pundsch“, deutsch: „Strauß“ oder „Sammlung“, abstammt. Die Astrophysiker haben dagegen andere Erklärungsansätze zur Bedeutung von „hundsch“. In jedem Falle gehen sie von einer Verwandtschaft der Namen „Karahundsch“ und „Stonehenge“ aus, denn sie glauben, dass Zorakarer das Vorbild für Stonehenge – und andere Henges – war. Sprachwissenschaftler sehen dagegen keine gemeinsame Herkunft dieser Namen.

Panoramaaussicht von Zorakarer nach Westen, 2018

## Archäoastronomie und Tourismus
Das Interesse der armenischen Astrophysiker für Zorakarer muss im Zusammenhang mit dem besonderen Stellenwert gesehen werden, den die Astronomie seit einigen Jahrzehnten in Armenien hat. So ist die Interpretation von Zorakarer als ältestes Himmels-Observatorium der Welt auch Ausdruck des Wunsches mancher armenischer Kreise, Armenien international als die Wiege der Astronomie bekannt zu machen. Für dieses Ziel werden archäologische Orte archäoastronomisch interpretiert und dabei gelegentlich historische, archäologische und sprachwissenschaftliche Befunde ignoriert oder im eigenen Sinne gedeutet.
Die Megalithe von Zorakarer sind nicht das einzige prähistorische Bauwerk in Armenien, dem die Astrophysiker eine astronomische Funktion zuschreiben. Eine Gesteinsformation neben der bronzezeitlichen Festung Metsamor, die Parsamian schon in den 1960er Jahren untersuchte, wird seitdem auch als prähistorisches Observatorium angesehen. Weitere archäologische Funde wie beispielsweise die Petroglyphen von Ughtasar sollen außerdem die astronomischen und kosmologischen Kenntnisse der frühen Armenier zeigen.
Letztlich zielen die Bemühungen der Astrophysiker, archäologischen Orten eine archäoastronomische Bedeutung zu geben, auch auf die Entwicklung des Tourismus ab. Besonders für strukturschwache Regionen wie Sjunik erhofft man sich dadurch wirtschaftliche Impulse. Zorakarer spielt dabei eine zentrale Rolle und ist mittlerweile zu einer der bekanntesten archäologischen Orte Armeniens geworden. Jedes Jahr werden tausende Touristen in Bussen zu diesem Ort gebracht, der an der wichtigen Fernverkehrsstraße M2 liegt. 7 mehrsprachige Informationstafeln (arm.-engl.-russ.-ital.-franz.), die über das Gelände verteilt aufgestellt wurden, sowie ein kleiner Souvenir-Shop informieren die Besucher hauptsächlich über die Hypothesen der Astrophysiker zu diesem Ort. Bis jetzt ist das Gelände völlig ungeschützt, sodass sich Besucher darauf frei und unbeobachtet bewegen können. Astrophysiker beklagen diesen Zustand und verweisen darauf, dass es in den letzten 100 Jahren einen deutlich erkennbaren Verfall der Stätte gegeben hat.

## Bildergalerie

Zorakarer
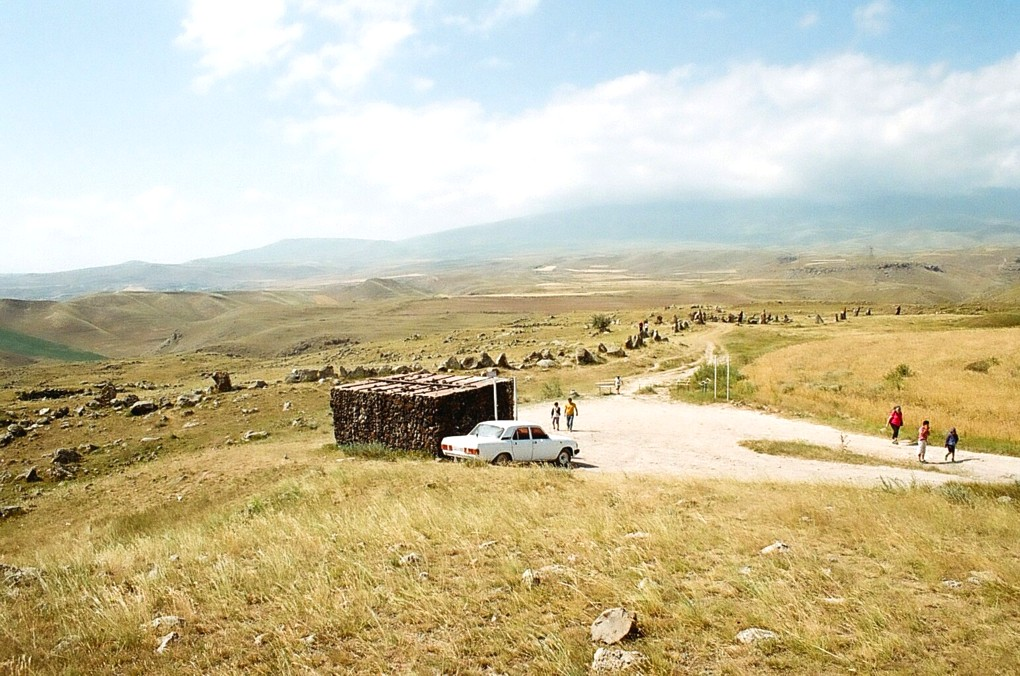
Blick von Südosten auf die Anlage
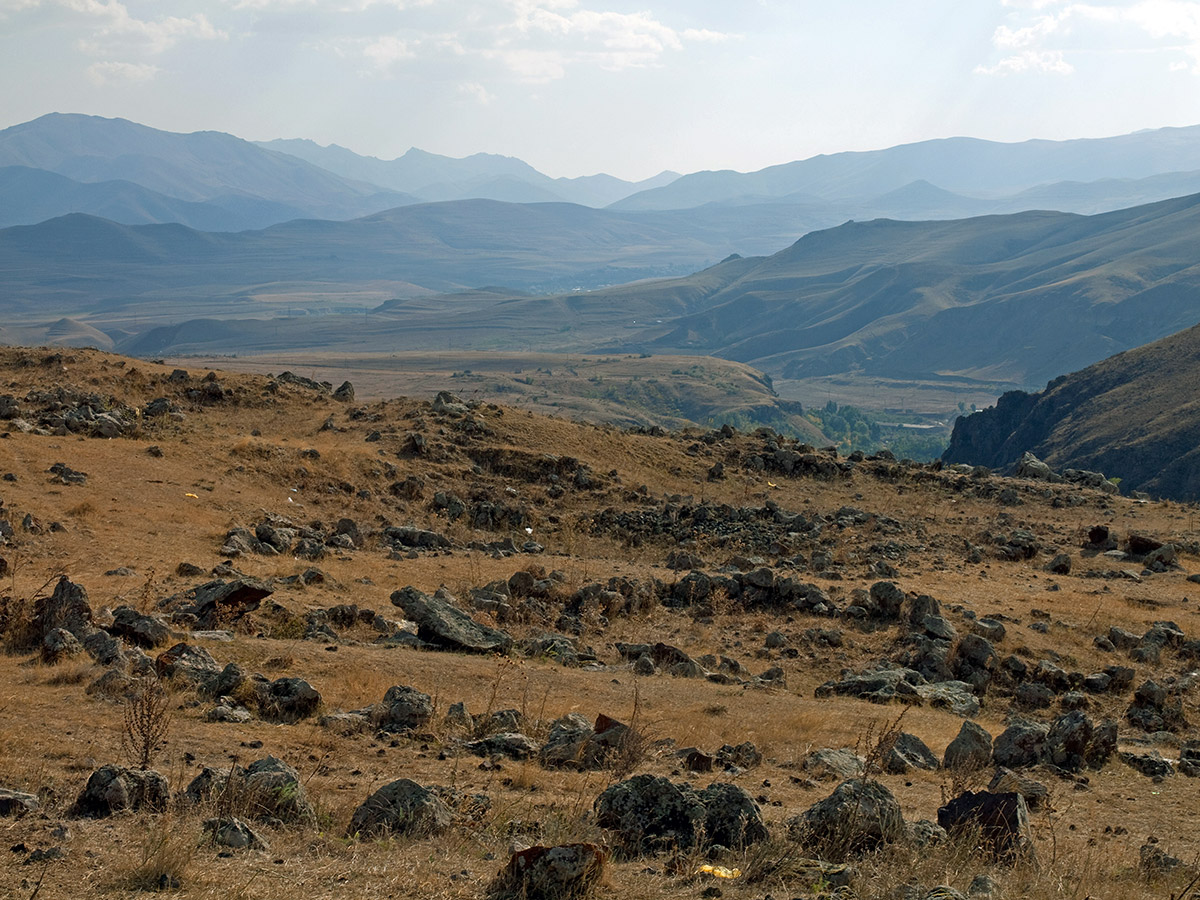
Siedlungsüberreste
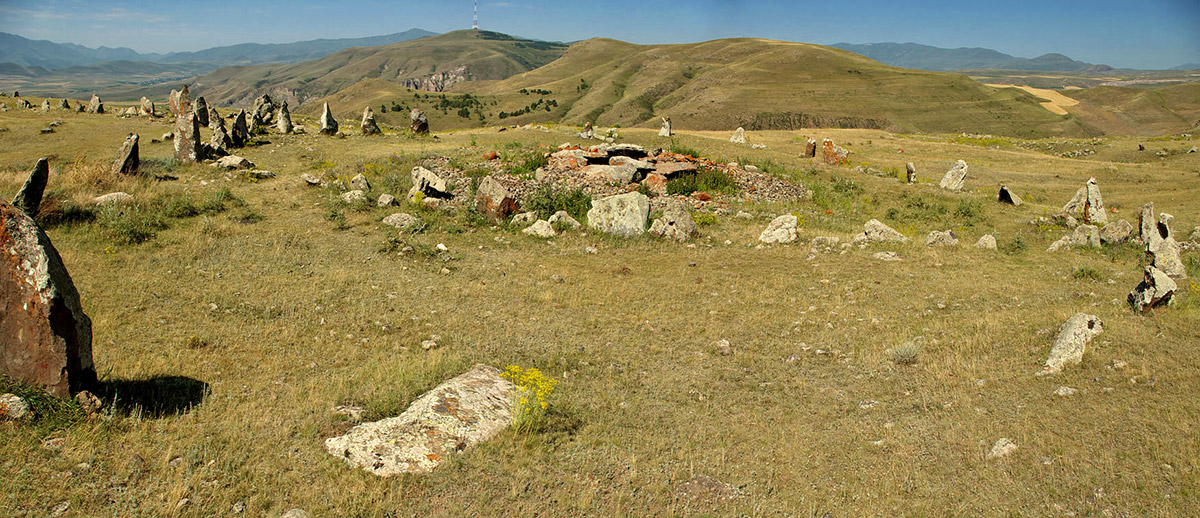
Steinkreis und zentrales Steinkammergrab
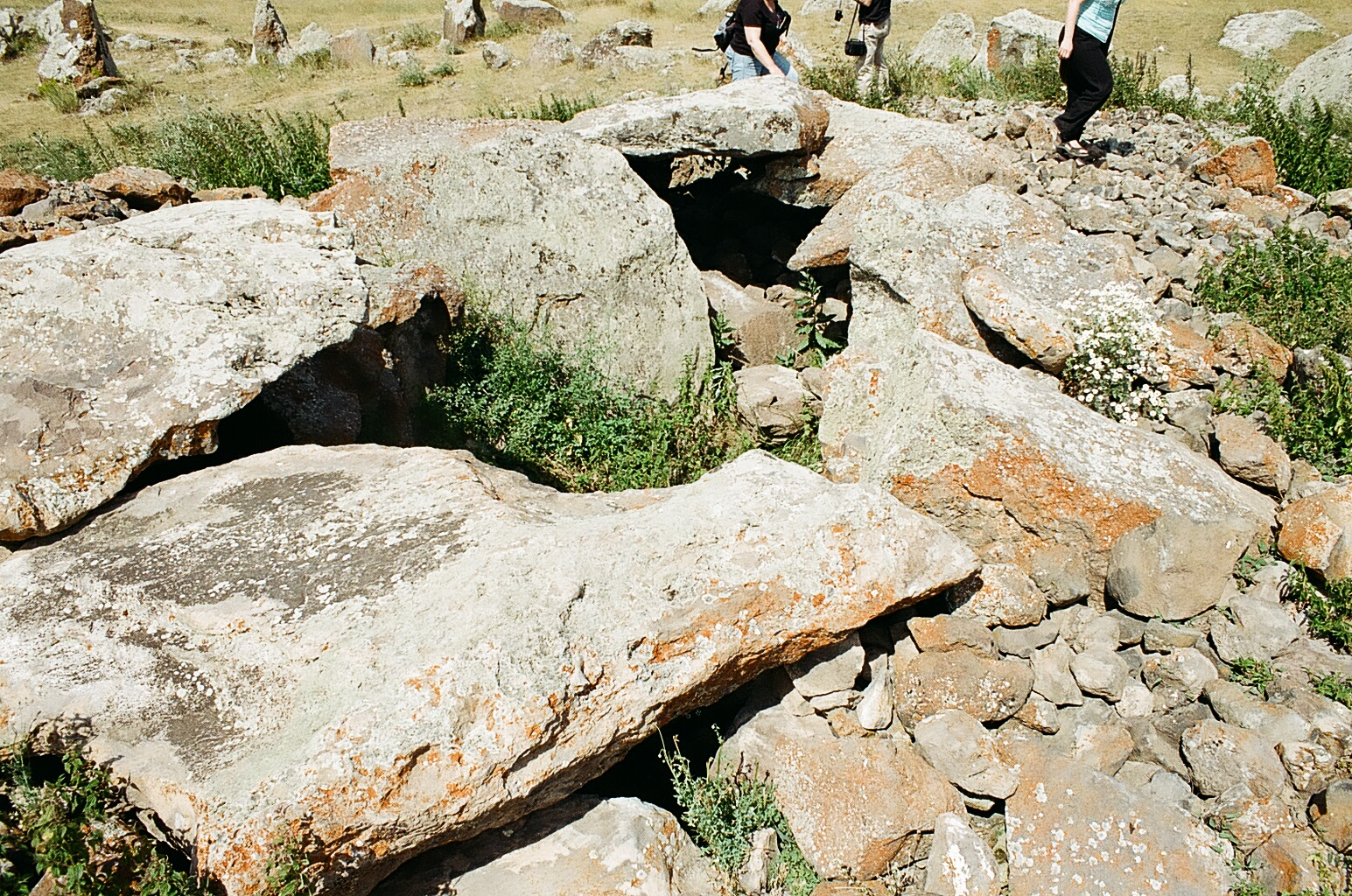
Blick auf das zentrale Steinkammergrab
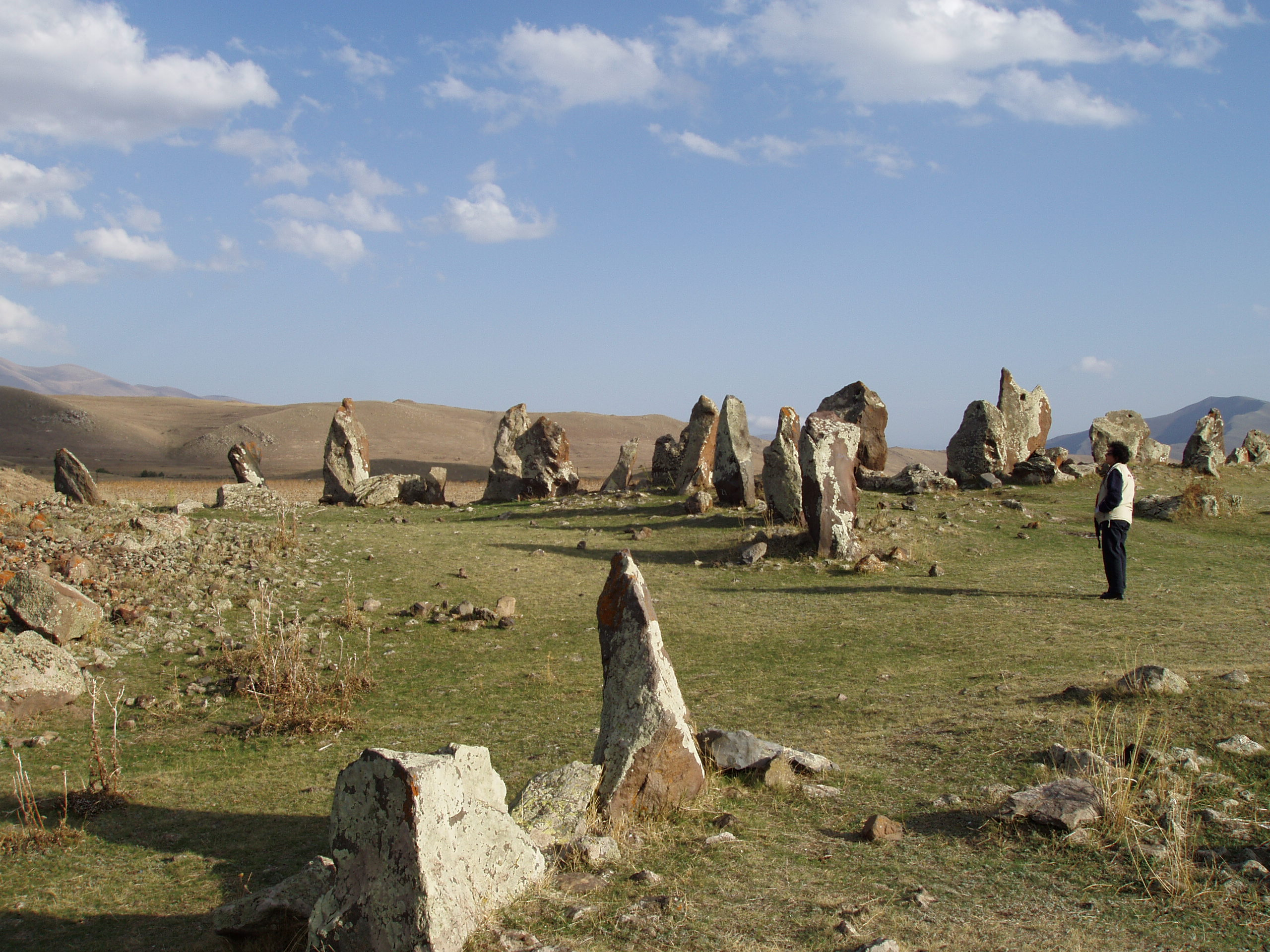
Steinreihe
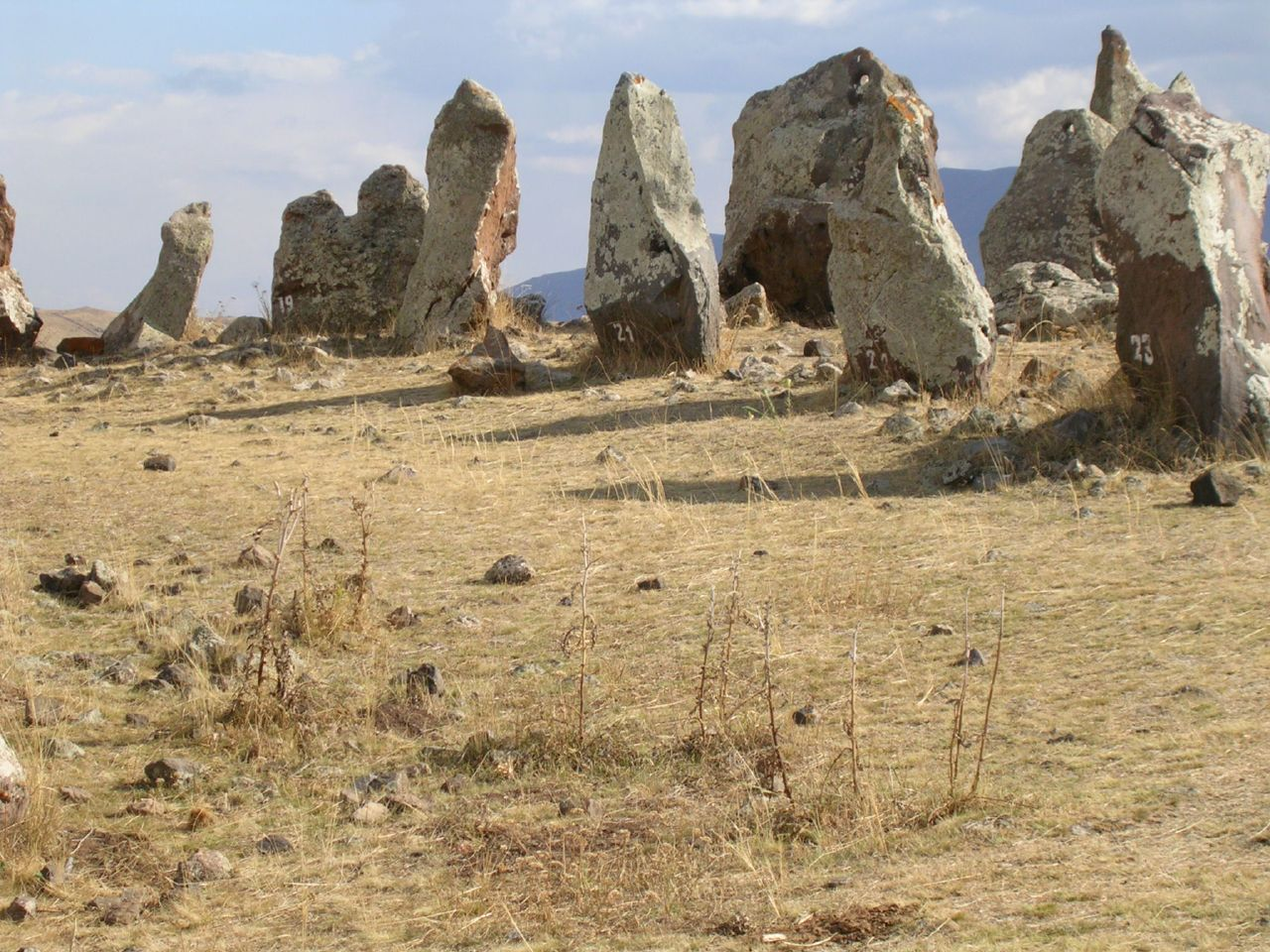
Teil des Steinkreises um das zentrale Grab
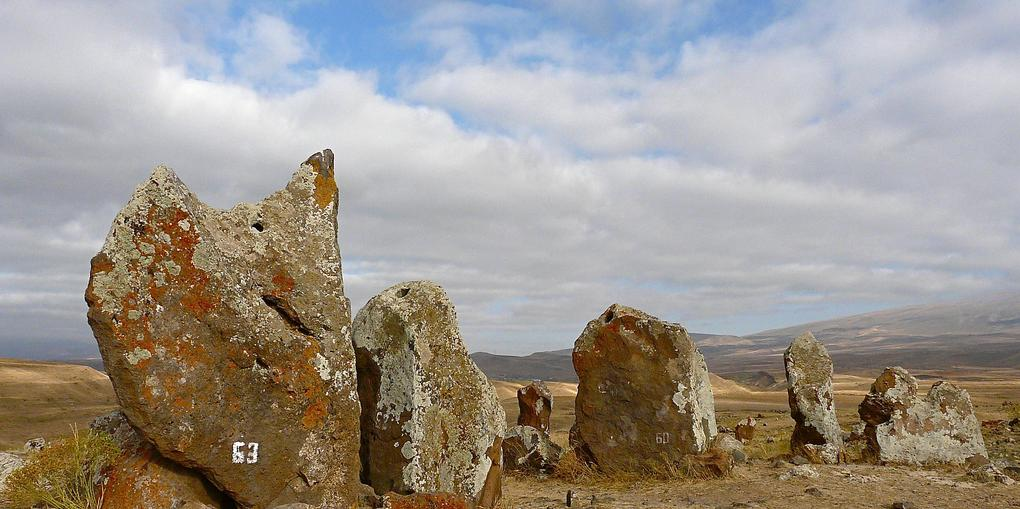
Steinreihe
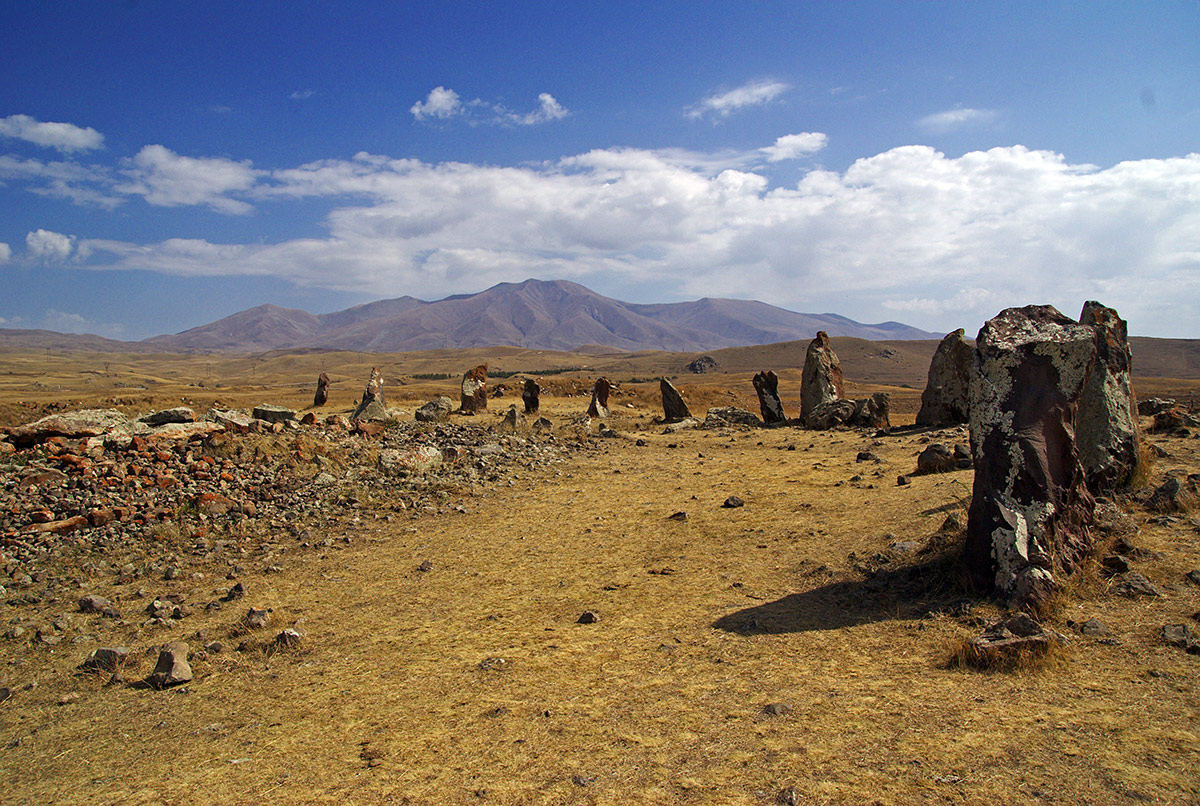
Teil des Steinkreises um das zentrale Steinkammergrab